# 100 (số)
100 hay một trăm (số La Mã: C) là một số tự nhiên ngay sau 99 và ngay trước 101.

## Tính chất trong toán học
- 100 là số tự nhiên nhỏ nhất có 3 chữ số
- Là số chính phương (102 = 100)
- Thể hiện tỷ lệ tuyệt đối (100%)
- 100 là tổng của chín số nguyên tố đầu tiên, cũng như tổng của một số cặp số nguyên tố như 3 + 97, 11 + 89, 17 + 83, 29 + 71, 41 + 59 và 47 + 53.
- 100 là tổng của các lập phương của bốn số nguyên dương đầu tiên (100 = 13 + 23 + 33 + 43). Điều này có liên quan đến định lý Nicomachus với thực tế là 100 cũng bằng bình phương của tổng của bốn số nguyên dương đầu tiên: 100 = 102 = (1 + 2 + 3 + 4)2
- 26 + 62 = 100, nên 100 là một số Leyland.[1]

## Trong khoa học
- 100 là số nguyên tử của Fermi
- Trên thang độ C, 100 độ là nhiệt độ sôi của nước cất ở mực nước biển
- Đường Kármán nằm ở độ cao 100 km so với mực nước biển của Trái đất và thường được sử dụng để xác định ranh giới giữa bầu khí quyển của Trái đất và không gian bên ngoài vũ trụ.

## Trong chính trị
Thượng viện Hoa Kỳ có 100 thượng nghị sĩ.

## Trong tiền tệ
Hầu hết các loại tiền tệ trên thế giới được chia thành 100 đơn vị con; ví dụ, một euro là một trăm cent.